# Angeł Najdenow
Angeł Petrow Najdenow (bułg. Ангел Петров Найденов; ur. 28 września 1958 w Kyrdżali) – bułgarski polityk, inżynier i samorządowiec, długoletni deputowany, w latach 2013–2014 minister obrony.

## Życiorys
Z wykształcenia inżynier nawigator, w 1981 ukończył Akademię Marynarki Wojennej im. Nikoły Wapcarowa w Warnie. W 2011 uzyskał magisterium z bezpieczeństwa narodowego w Akademii Wojskowej im. Georgiego Rakowskiego w Sofii. Do 1990 pracował jako specjalista oraz dyrektor w przedsiębiorstwach żeglugowych. Wstąpił do Bułgarskiej Partii Socjalistycznej. W latach 1990–1994 był burmistrzem gminy Dimitrowgrad, później zaś gubernatorem obwodu Chaskowo (1995–1997). W 1995, 1997, 2001, 2005, 2009 i 2013 wybierany na posła do Zgromadzenia Narodowego 37., 38., 39., 40., 41. i 42. kadencji. Był m.in. przewodniczącym klubu parlamentarnego Koalicji na rzecz Bułgarii (2008–2009) i rzecznikiem prasowym BSP. Od maja 2013 do sierpnia 2014 pozostawał ministrem obrony w gabinecie Płamena Oreszarskiego.
W 2014 został honorowym obywatelem Dimitrowgradu.

## Życie prywatne
Przez ponad 30 lat był żonaty z lekarką Niną Najdenową, z którą ma córkę; małżeństwo zakończyło się rozwodem. Od 2011 związany z polityk Mają Manołową, z którą w 2016 zawarł związek małżeński.